# Kościół św. Jerzego w Dębieńsku
Kościół św. Jerzego w Dębieńsku – rzymskokatolicki kościół parafialny w Dębieńsku w gminie Czerwionka-Leszczyny. Znajduje się w Dębieńsku Wielkim na ul. Borowej 4.

## Historia

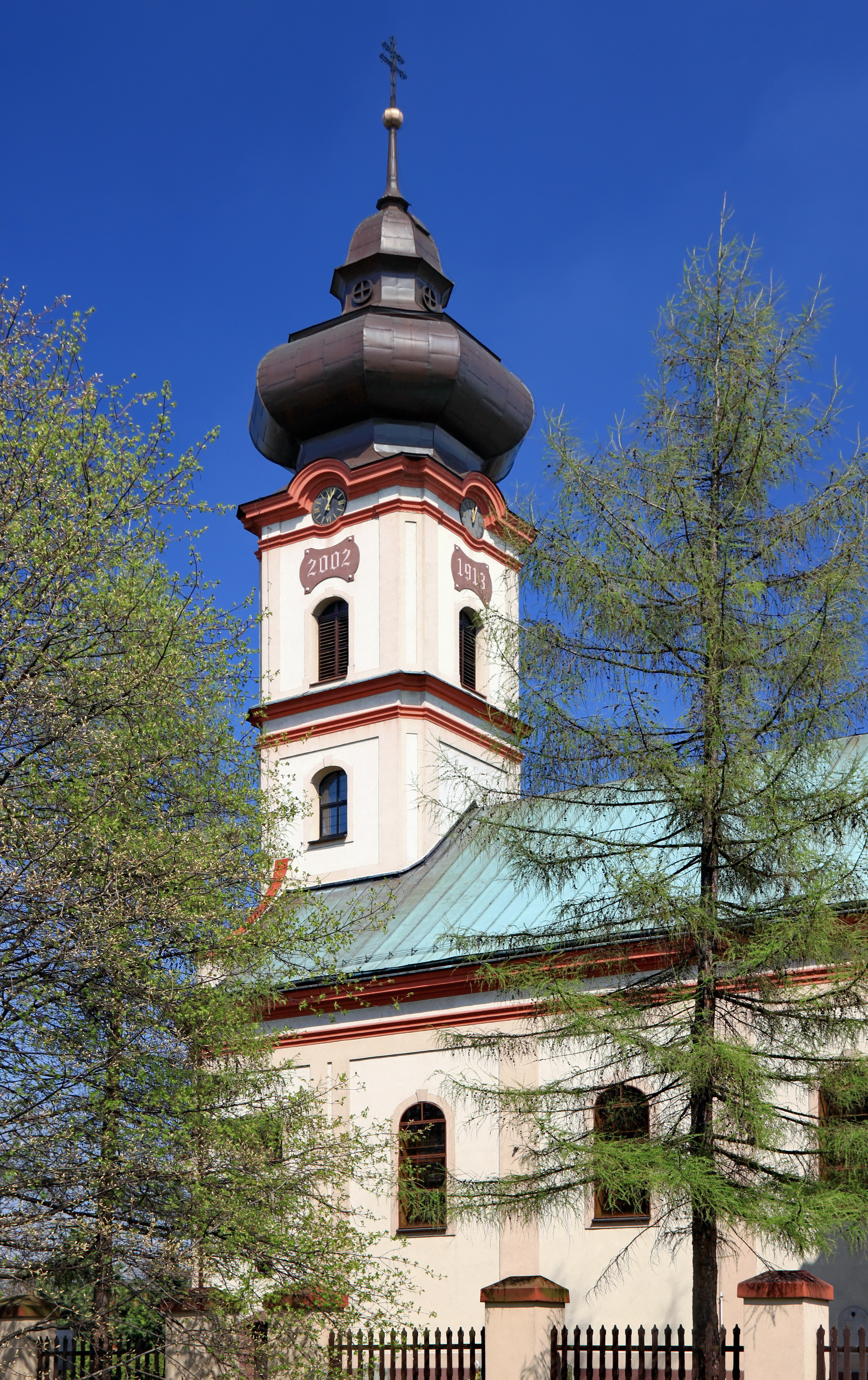
Kościół św. Jerzego w Dębieńsku

W 1798 roku rozebrano dotychczasowy drewniany kościół i zaczęto budowę nowego, murowanego kościoła w stylu barokowym. Kościół, o wymiarach ok. 32,5 x 13 m. zbudowano z kamienia, dach pokryto gontami. Wstawiono drzwi wejściowe z trzech stron. Ściany wewnątrz otynkowano. Zbudowano także duży chór. Ze starego kościoła przeniesiono m.in. główny ołtarz, ambonę, chrzcielnicę, naczynia liturgiczne oraz miedzianą monstrancję, która jest zachowana do dziś. Kościół konsekrowano w 1800 roku. W XIX wieku trwały prace, mające na celu jego upiększenie. Dodano m.in. boczne ołtarze, zegar na wieży, nowe organy (działające do dziś), położono też posadzki z piaskowca, a w prezbiterium – z marmuru. 
Otwarcie w ostatnich latach XIX wieku kopalni „Dębieńsko” wpłynęło na znaczne zwiększenie liczby parafian, spowodowane głównie migracją ludności na tereny otaczające kopalnię. Nie mogąc pomieścić wiernych w kościele, proboszcz Jan Salzburg w 1912 roku rozpoczął jego rozbudowę. Prowadzone w szybkim tempie prace trwały ponad rok i objęły dobudowanie transeptu wraz z absydą, które miały nadać kościołowi kształt krzyża. Wieża miała zostać podwyższona o jedną kondygnację oraz miał zostać zmieniony kształt jej hełmu. Prace budowlane rozpoczęto od rozbiórki prezbiterium z zakrystią i wieży, a w dalszej kolejności pokrycia dachowego z gontów. Po sporych wątpliwościach natury konstrukcyjnej osadzono kopułę autorstwa architekta H. Schneidera, który opracował cały projekt przebudowy świątyni. Ostatecznie kościół osiągnął rozmiary ok. 45,5 x 13 m, transept – 23 m i łączną powierzchnię niespełna 800 m². 
W pierwszej połowie XX wieku prace przy parafii obejmowały tylko mniejsze remonty. Natomiast po wojnie rozbudowano chór, odnowiono organy i ołtarz główny oraz dach. Później zainstalowano ogrzewanie, wykonano nowe ołtarze boczne i konfesjonały. Zmieniono posadzkę, odnowiono prezbiterium, przerobiono ołtarze. W kolejnych latach dachówki zastąpiono blachą miedzianą. W 1996 roku odmalowano wnętrze kościoła. 
14 maja 2009 roku podczas prac remontowych w kopule wieży zapaliła się drewniana konstrukcja. Zastępy strażaków z Dębieńska Wielkiego i Dębieńska Starego, a także zawodowi strażacy z Rybnika opanowali i ugasili pożar. Wieżę gaszono strumieniami wody z kilkudziesięciometrowej drabiny wozu. Choć pożar objął całą ok. 25-metrową wieżę, istniejącą w obecnym kształcie od blisko 100 lat, udało się uratować znajdujące się wewnątrz zabytkowe dzwony. Pożar nie rozprzestrzenił się też do wnętrza kościoła. Ratownicy, aby opanować ogień, musieli m.in. rozciąć metalową kopułę wieży.

## Opis
Wewnątrz kościoła znajduje się XV-wieczny, późnorenesansowy ołtarz z obrazem św. Jerzego, ofiarowanym przez pochodzącą z rodu Holly właścicielkę Dębieńska Starego. Po bokach obrazu zostały umieszczone figury św. Franciszka i św. Dominika. Nad nim znajdują się figuralne wyobrażenia św. Piotra i św. Pawła oraz Ukrzyżowanie w zwieńczeniu. Ponadto barokowa ambona zdobiona jest płaskorzeźbami czterech Ewangelistów. Została ufundowana w 1774 roku, a w 1981 roku poddano ją renowacji. W kościele znajdują się również chrzcielnica z 1808 r. i organy z 1890 r. Te ostatnie na zlecenie proboszcza Zielonkowskiego (1888-1901) zostały wykonane przez firmę Dürschlang i Syn z Rybnika. Na wieży kościelnej wiszą trzy stare dzwony, pochodzące z lat 1541, 1560 i 1600. Ten ostatni odlano w ludwisarni Zachariasza Milera w Ołomuńcu. Najstarszy dzwon na wewnętrznej ścianie posiada napis: Jezus Nazarenus Pax Judeorum, Lucas, Marckus, Johannes. Główna brama przed kościołem została wykonana w 1913 roku.